# Jack Harrison (labdarúgó, 1996)
Jack David Harrison (Stoke-on-Trent, 1996. november 20. –) angol utánpótlás-válogatott labdarúgó, aki a Premier League-ben szereplő Leeds United játékosa.
Pályafutását a Liverpool, majd a Manchester United akadémiáján kezdte, mielőtt az Egyesült Államokba költözött volna. Itt több csapatban is játszott, egyetemen a Wake Forest Demon Deacons játékosa volt. Az első helyen választották a 2016-os MLS-drafton és ugyanabban az évben a második legjobb fiatal játékosnak választották.

## Statisztika
Frissítve: 2023. március 18.
| Csapat                     | Szezon           | Bajnokság        | Bajnokság | Bajnokság | Kupa | Kupa  | Ligakupa | Ligakupa | Egyéb | Egyéb | Összesen | Összesen |
| Csapat                     | Szezon           | Osztály          | P.        | Gólok     | P.   | Gólok | P.       | Gólok    | P.    | Gólok | P.       | Gólok    |
| -------------------------- | ---------------- | ---------------- | --------- | --------- | ---- | ----- | -------- | -------- | ----- | ----- | -------- | -------- |
| New York City FC           | 2016             | MLS              | 21        | 4         | 0    | 0     | –        | –        | 2     | 0     | 23       | 4        |
| New York City FC           | 2017             | MLS              | 34        | 10        | 1    | 0     | –        | –        | 2     | 0     | 37       | 10       |
| New York City FC           | Összesen         | Összesen         | 55        | 14        | 1    | 0     | 0        | 0        | 4     | 0     | 60       | 14       |
| Middlesbrough (kölcsönben) | 2017–2018        | Championship     | 4         | 0         | 0    | 0     | 0        | 0        | 0     | 0     | 4        | 0        |
| Leeds United               | 2018–2019        | Championship     | 37        | 4         | 1    | 0     | 2        | 0        | 2     | 0     | 42       | 4        |
| Leeds United               | 2019–2020        | Championship     | 46        | 6         | 0    | 0     | 2        | 0        | –     | –     | 48       | 6        |
| Leeds United               | 2020–2021        | Premier League   | 36        | 8         | 1    | 0     | 0        | 0        | –     | –     | 37       | 8        |
| Leeds United               | 2021–2022        | Premier League   | 35        | 8         | 1    | 0     | 2        | 2        | –     | –     | 38       | 10       |
| Leeds United               | 2022–2023        | Premier League   | 25        | 3         | 3    | 1     | 1        | 0        | –     | –     | 29       | 4        |
| Leeds United               | Összesen         | Összesen         | 179       | 29        | 6    | 1     | 7        | 2        | 2     | 0     | 194      | 32       |
| Karrier összesen           | Karrier összesen | Karrier összesen | 238       | 43        | 7    | 1     | 7        | 2        | 6     | 0     | 258      | 46       |

1. 1 2  Pályára lépések az MLS-Kupa rájátszásában
2. ↑  Pályára lépések a Championship rájátszásában

## Díjak és elismerések
Leeds United
- EFL Championship: 2019–2020[3]

Egyéni
- Gatorade – Az év játékosa: 2015[4]
- NYCFC – A hónap játékosa: 2016. június[5]